# Генріх-Ігнатій Іванович Каменський
Генріх-Ігнатій Іванович Каменский (пол. Henryk Ignacy Kamieński; 31 липня 1777, Грушвиця— 26 травня 1831, під Остроленкою) — польський воєначальник, бригадний генерал, учасник Польського повстання 1830—1831 років.

## Біографія

Герб Слєповрон

Представник шляхетного роду гербу Слєповрон. Закінчив французьку військову академію. 
Учасник наполеоновських війн. У 1806 році мав звання капітана та служив у корпусі французьких гренадерів. Був ад'ютантом генерала (майбутнього маршала Французької Імперії) Ніколя Шарля Удіно.
Відзначився в кампанії 1806—1807 рр., за що був нагороджений орденами Почесного легіону і Virtuti Militari.
Після цього вступив на військову службу заново створеного Варшавского герцогства, де 30 січня 1808 року отримав звання капітана 1 піхотного полку. Пізніше був призначений командиром одного із чотирьох ескадронів 1 полку легкої польської кавалерії Імперської гвардії Наполеона I під командуванням полковника Віцентія Красінського.
Пройшов бойовий шлях у складі французької армії від Німеччини до Мадриду (очолював ескадрон). У складі корпусу Жана-Батиста Бессьєра брав участь в іспанській (Піренейській) війні 1808 року, воював з іспанськими партизанами. Брав участь в битві при Сомосьєррі. Після того супроводжував Наполеона під час повернення у Париж.
Через дуель зі своїм командиром 1 серпня 1809 року покинув гвардійський полк і вступив у Надвіслянський легіон.
Під кінець 1811 р. у званні полковника став командиром 10 піхотного полку Варшавского герцогства.

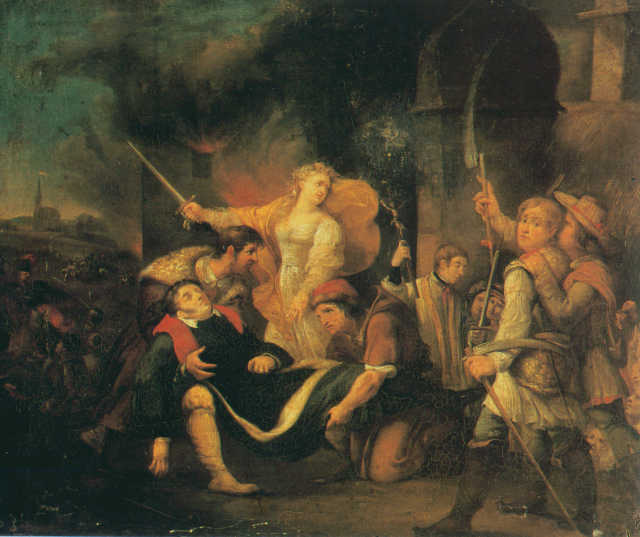
Худ. Рафаїл Гадзевич. Смерть генерала Генріха Каменського під Остроленкой.

 У 1812 році служив під командуванням Жака Макдональда в складі Великої армії. Учасник походу Наполеона в Російську Імперію.
У 1813 році під час облоги Данцига очолив 1700 оточенців, відбивав штурми російських та пруських загонів, організував декілька нічних вилазок за стіни фортеці. За проявлену мужність був нагороджений офіцерським хрестом ордену Почесного легіону.
З кінця 1815 року — у відставці. Поселився в Польщі. У 1830 році активний учасник польського повстання. Займався організацією повстанських загонів у Люблінській губернії Польського Королівства.
Командував 5 піхотною дивізією. Учасник битви під Остроленкою. 26 травня 1831 року, під час останньої контратаки на російських гренадерів із Астраханського 12-го гренадерского полку і гвардійського батальйону А. А. Суворова, в генерала попало гарматне ядро та відірвало йому обидві ноги. Генерал Каменський помер на полі битви.
Похоронений у предмісті Остроленки.
Син — Генріх-Міхал Каменский польський економіст, філософ, письменник, лідер польського революційно-демократичного руху середини XIX століття.